# متلازمة مارفان
متلازمة مارفان هي اضطراب وراثي في النسيج الضام. تختلف درجة تأثر الأشخاص بها. يكون المصابون بمتلازمة مارفان طويلين ونحيلين وذوي أذرع وسيقان وأصابع يدين وقدمين طويلة. لديهم عادةً مفاصل مفرطة المرونة ويُصابون بالجنف. تشمل أخطر المضاعفات إصابات القلب والشريان الأبهر، مع زيادة خطر حدوث تدلي الصمام التاجي وأم الدم الأبهرية. تشمل المناطق الأخرى شائعة التأثر الرئتين والعينين والعظام والطبقة المغلفة للنخاع الشوكي (الأم الجافية).
تحدث متلازمة مارفان بسبب طفرة في إف بي إن 1، أحد الجينات التي تصطنع الفايبريلين، ما ينتج عنه خلل في النسيج الضام. تُعد اضطراب جسمي سائد. تُورث الحالة من أحد الوالدين بنحو 75% من الحالات، في حين تتنتج عن طفرة جديدة في 25% من الحالات. يعتمد التشخيص غالبًا على معيار غينت.
لا يوجد علاج معروف لمتلازمة مارفان. يعيش معظم الأفراد متوسط العمر المتوقع مع العلاج المناسب. غالبًا ما يتضمن العلاج استخدام حاصرات بيتا مثل بروبرانولول أو أتينولول، أو في حال عدم تحملها، حاصرات قنوات الكالسيوم أو مثبطات الإنزيم المحول للأنجيوتنسين. قد تكون هناك حاجة لعملية جراحية لإصلاح الشريان الأبهر أو استبدال صمام القلب. يوصى بتجنب التمارين الشاقة.
يُصاب نحو 1 من 5000 إلى 10000 شخص بمتلازمة مارفان. يصيب الذكور والإناث بشكل متساوٍ. تتشابه معدلات الإصابة بين الأجناس والمناطق مختلفة من العالم. سميت المتلازمة نسبةً إلى أنطوان مارفان، طبيب الأطفال الفرنسي الذي وصف الحالة لأول مرة في عام 1896. 

## العلامات والأعراض
ترتبط أكثر من 30 علامة وعرض مختلف بمتلازمة مارفان. تطرأ أبرز هذه الأعراض على الأجهزة الهيكلية والقلبة الوعائية والعينية، لكن قد تتأثر جميع الأنسجة الضامة الليفية في جميع أنحاء الجسم.

### الجهاز الهيكلي
ترتبط معظم العلامات المرئية بالجهاز الهيكلي. ينمو العديد من المصابين بمتلازمة مارفان إلى طول فوق المتوسط، ويكون لبعضهم أطراف طويلة نحيلة مشوهة ومعصمين نحيلين وهزيلين وأصابع يدين وقدمين طويلة. بالإضافة إلى التأثير على نسب الطول والأطراف، قد يعاني مرضى متلازمة مارفان من انحناء جانبي غير طبيعي في العمود الفقري (الجنف) أو انحناء صدري أو صدر مقعر أو بروز عظم القص (صدر جؤجؤي) أو فرط مرونة المفاصل أو تقوس وعلو الحنك وأسنان متراصة وتراكب العضة وأقدام مسطحة وأصابع قدم مطرقية وأكتاف منحنية وتجعدات صغيرة غير مبررة في الجلد. يمكن أن تسبب أيضًا ألمًا في المفاصل والعظام والعضلات. يعاني بعض مرضى متلازمة مارفان من اضطرابات في الكلام  ناتجة عن أعراض علو الحنك وصغر الفكين. قد يحدث فصال عظمي مبكر. تشمل الأعراض الأخرى حد القدرة على حركة الوركين بسبب انحناء عظم رأس الفخذ ضمن تجويف الورك الذي يكون مفرط العمق.

### العيون
في متلازمة مارفان، يمكن أن تتأثر صحة العين بعدة طرق، لكن العرض الرئيسي هو انتباذ العدسة الجزئي، إذ يحدث اقتلاع عدسة العين من مكانها الطبيعي. يحدث هذا بسبب ضعف في النطيقات الهدبية، وهي خيوط  من الأنسجة الضامة تثبت العدسة داخل العين. تسبب الطفرات المسؤولة عن متلازمة مارفان النطيقات الهدبية وتسبب تمددها.

### الجهاز القلبي الوعائي
تشمل العلامات والأعراض الأكثر خطورة المرتبطة بمتلازمة مارفان الجهاز القلبي الوعائي: إعياء شديد أو ضيق تنفس أو خفقان قلب أو تسرع قلب أو ألم صدري يمتد إلى الظهر أو الكتف أو الذراع. يمكن أيضًا ربط برودة الذراعين واليدين والقدمين بمتلازمة مارفان بسبب نقص التروية. قد يتطلب لغط القلب أو القراءة غير الطبيعية لتخطيط كهربائية القلب أو أعراض الذبحة الصدرية مزيدًا من التحري.

### الرئتين
لا تعد الأعراض الرئوية من السمات الرئيسية لمتلازمة مارفان، لكن الاسترواح الصدري التلقائي شائع. في الاسترواح الصدري التلقائي أحادي الجانب، يخرج الهواء من الرئة ويملأ التجويف الجنبي بين جدار الصدر والرئة. تصبح الرئة مضغوطة جزئيًا أو تالفة. قد يسبب ذلك ألمًا وضيق في التنفس وزرقة، وإذا لم يعالج، الموت. تشمل المظاهر الرئوية الأخرى المحتملة لمتلازمة مارفان انقطاع النفس النومي والمرض الرئوي الانسدادي مجهول السبب. وصف بعض الأطباء مضاعفات رئوية مثل تشكل الكيسات والنفاخ وذات الرئة وتوسع القصبات وتشكل الفقاعات والتليف القمّي والتشوهات الخلقية مثل نقص تنسج الفص المتوسط. 

## وبائيات وإحصاءات
حوالي واحد من كل 5000 إلى 10000 شخص لديه متلازمة مارفان. ويميل للحدوث في الذكور أكثر من الإناث. ويبدو أن معدلات حدوثه متقاربة بين الأعراق في مختلف أنحاء العالم. وقد أطلق على المتلازمة اسم مارفان تيمناً بطبيب الأطفال الفرنسي أنطونين مارفان الذي وصف الحالة لأول مرة عام1896.

## الأعراض والعلامات
أعراض تخص الجهاز الهيكلي العظمي تتمثل بتطاول عظام الأطراف وكذلك الأمر بالنسبة للأصابع؛ وبالنسبة للرئة فقد تُشاهد حالات نفاخ الرئة وهي عبارة عن توسع مستمر في الجزء التنفسي في الرئتين نتيجة تدمر نسيج الرئة. قد يعاني المريض أيضاً من ضعف في بنية نسيج الشريان الأبهر نتيجة تخلل بنية الطبقة الوسطى المشكلة لجداره مما يؤدي إلى حالات تمزق فيه ونزف متكرر قد تؤدي إلى الوفاة.
بروتين الفيبريلين الذي يُصنع بشكل شاذ في هذه المتلازمة موجودة في الأربطة المثبتة للجسم الهدبي الذي يمثل عدسة العين، وبالتالي يحدث انزياح عن مكانه الطبيعي مما يسبب عيوباً في الرؤية.

## العلاج
مضادات بيتا تستعمل للسيطرة على بعض من الأعراض القلبية الوعائية لمتلازمة مارفان، لكنها ليست فعّآلة ضدّ المشاكل الهيكلية والبصرية، التي يمكن أَن تكون خطيرة أيضاً. تم التعرف على مرض مكافئ لدى الفئران، ومن المؤمّل أن تؤدي دراسة إنتاج الفايبريلين لدى الفئران، وتشكل الأنسيجة الرابطة لديها، إلى فهم أوضح للمتلازمة لدى البشر.